# International Association for Vegetation Science
Die International Association for Vegetation Science (IAVS) (deutsch Internationale Vereinigung für Vegetationskunde) ist eine weltweite Organisation von Wissenschaftlern und anderen Mitgliedern, die theoretisch und praktisch über Vegetation forschen. Dabei sieht sich die IAVS als zentrale Anlaufstelle, sodass Wissenschaftler aus der ganzen Welt hier in Kontakt treten können und so die Forschung gefördert wird.

## Geschichte
1939 wurde die Vorgängerorganisation der IAVS als International Phytosociological Society (IPS) mit Sitz in Montpellier gegründet. Nach dem Zweiten Weltkrieg erfolgte ein erstes Treffen früherer Mitglieder und neuer Interessenten 1949 in Amsterdam. 1954 kam es zur Neugründung als Internationale Vereinigung für Vegetationskunde (IVV) beim internationalen botanischen Kongress in Paris. Gründungsmitglieder waren Reinhold Tüxen und Willem Carel de Leeuw. Diese Organisation war vor allem für das deutschsprachige Europa gedacht und hielt von 1956 bis 1981 jährlich eine internationale Tagung in Stolzenau, später in Rinteln ab, den Wohnorten ihres langjährigen Präsidenten Reinhold Tüxen. Schon bald entwickelten sich diese Tagungen zu den wichtigsten Treffen im Bezug auf Vegetation, erst in Europa und später sogar weltweit. Zwischen 1981 und 1982 wurde dann die aktuelle Form der Organisation unter neuem englischen Namen als IAVS geschaffen, mit neuer Satzung und jährlichen internationalen Tagung und Studienfahrten in wechselnden Ländern. In der Regel werden europäische Tagungsorte und nicht-europäische abgewechselt.
| Jahr      | Tagungsort                                | Land                            |
| --------- | ----------------------------------------- | ------------------------------- |
| 2025      | Greeley, Colorado                         | Vereinigte Staaten (4)          |
| 2024      | Madeira, Funchal                          | Portugal (2)                    |
| 2023      | Coffs Harbour                             | Australien (2)                  |
| 2022      | Madrid                                    | Spanien (3)                     |
| 2021      | Online                                    |                                 |
| 2020      | keine Tagung                              |                                 |
| 2019      | Bremen                                    | Deutschland                     |
| 2018      | Bozeman, Montana                          | Vereinigte Staaten (3)          |
| 2017      | Palermo                                   | Italien (3)                     |
| 2016      | Pirenópolis                               | Brasilien (2)                   |
| 2015      | Brünn/Brno                                | Tschechien (2)                  |
| 2014      | Perth                                     | Australien                      |
| 2013      | Tartu                                     | Estland                         |
| 2012      | Mokpo                                     | Südkorea                        |
| 2011      | Lyon                                      | Frankreich (3)                  |
| 2010      | Ensenada                                  | Mexiko                          |
| 2009      | Kreta                                     | Griechenland                    |
| 2008      | Stellenbosch                              | Südafrika                       |
| 2007      | Swansea                                   | Vereinigtes Königreich (2)      |
| 2006      | Palmerston North                          | Neuseeland                      |
| 2005      | Lissabon                                  | Portugal                        |
| 2004      | Kona, Hawaii                              | Vereinigte Staaten (2)          |
| 2003      | Neapel                                    | Italien (2)                     |
| 2002      | Porto Alegre                              | Brasilien                       |
| 2001      | Freising                                  | Deutschland                     |
| 2000      | Nagano                                    | Japan                           |
| 1999      | Bilbao                                    | Spanien (2)                     |
| 1998      | Uppsala (2)                               | Schweden                        |
| 1997      | Budweis/Ceske Budejovice                  | Tschechien                      |
| 1996      | Lancaster                                 | Vereinigtes Königreich          |
| 1995      | Houstan, Texas                            | Vereinigte Staaten              |
| 1994      | Bailleul (2)                              | Frankreich (2)                  |
| 1993      | Santa Cruz de Tenerife, Kanarische Inseln | Spanien                         |
| 1992      | Shanghai                                  | China                           |
| 1991      | Eger                                      | Ungarn                          |
| 1990      | Warschau                                  | Polen                           |
| 1989      | Uppsala                                   | Schweden                        |
| 1988      | Frascati                                  | Italien                         |
| 1987      | keine Tagung                              |                                 |
| 1986      | Halle (Saale)                             | Deutsche Demokratische Republik |
| 1985      | Bailleul                                  | Frankreich                      |
| 1984      | Wageningen                                | Niederlande                     |
| 1983      | Corrientes                                | Argentinien                     |
| 1982      | Prag                                      | Tschechoslowakei                |
| 1965–1981 | Rinteln                                   | Deutschland                     |
| 1959–1964 | Stolzenau                                 | Deutschland                     |
| 1957–1958 | keine Tagung                              |                                 |
| 1956      | Stolzenau                                 | Deutschland                     |
| 1954–1955 | keine Tagung                              |                                 |
| 1953      | Stolzenau                                 | Deutschland                     |

Präsidenten vor Susan K. Wiser (seit 2019) waren Reinhold Tüxen (bis 1980), Heinz Ellenberg (1982–1986), Sandro Pignatti (1986–1994), Elgene O. Box (1994–2007), Robert K. Peet (2007–2011) und Martin Diekmann (2011–2019).

## Aufgaben und Ziele
Erklärte Ziele sind die Förderung der Vegetationsforschung und Bildung über jene Wissenschaft, weiterhin die Veröffentlichung und Verbreitung von neuen Forschungsergebnissen auf dem Gebiet. Auch will die IAVS internationale Kontakte zwischen Wissenschaftlern und über Interessengruppen die globale Zusammenarbeit erleichtern. Ebenso soll das Thema der Vegetationsforschung in den öffentlichen Fokus gerückt werden, um ein Bewusstsein für die Natur und Pflanzen bei der Bevölkerung zu schaffen, was dem Naturschutz und der Forschung zugutekommt.

## Zeitschriften
Der Verein gibt die Zeitschrift Journal of Vegetation Science mit vegetationsökologischen Studien heraus. Bis zur Gründung der Zeitschrift im Jahr 1990 war Vegetatio das inoffizielle Publikationsorgan der Gesellschaft.
Weitere internationale Zeitschriften unter Herausgeberschaft des Vereins sind Applied Vegetation Science für angewandte Themen und seit 2020 Vegetation Classification and Survey (ISSN 2683-0671) als Open-Access-Zeitschrift. Die Arbeitsgruppe European Dry Grassland Group (EDGG) gibt die Zeitschrift Palaearctic Grasslands (ISSN 2627-9827) heraus. Zudem erscheint seit 2013 mehrmals im Jahr das IAVS Bulletin (ISSN 2415-184X) als Mitgliederzeitschrift.

## Arbeitsgruppen und Sektionen
Die IAVS hat Sektionen in Asien, Lateinamerika mit der Karibik, Nordamerika und Afrika. Zudem gibt es zahlreiche Arbeitsgruppen:
- Circumboreal Vegetation Map (CBVM)
- EcoInformatics
- Eurasian Dry Grassland Group (EDGG)
- European Vegetation Survey (EVS)[8]
  - Die EVS unterhält das Europäische Vegetationsarchiv (EVA)[9] mit zahlreichen pflanzensoziologischen Vegetationsaufnahmen
    - Das Vegetationsarchiv ist mit der globalen Vegetationsdatebank sPlot abgestimmt und bei dem Globalen Index für Datenbanken von Vegetationsaufnahmen (GIVD) eingetragen. Die Nomenklatur ist auf die Euro+Med Datenbank abgestimmt. Das EVA enthält auch das Projekt ReSurveyEurope[10] bei dem alte Vegetationsaufnahmen wieder aufgenommen werden.

  - Die EVS erarbeitete und unterhält die Datenbank FloraVeg.EU[11], die einen Überblick gibt über die Vegetation Europas inklusive der pflanzensoziologischen Gliederung[12] mit ökologischen Informationen[13] und Verbreitungskarten[14]. Außerdem werden Europas Habitate gegliedert aufgeführt und mit den pflanzensoziologischen Verbänden verknüpt. Anhand charakteristischer Artenkombinationen werden die Habitattypen bestimmt und ihre Verbreitung beschrieben.[15]
  - Die EVS unterstützt den Naturschutz, indem sie Informationen für Natura2000 oder das Smaragd-Netzwerk zur Verfügung stellt. Außerdem stimmt die EVS die pflanzensoziologische Gliederung mit den EUNIS-Habitatklassifikation der Europäischen Umweltagentur ab. Sie stellt auch einen Algorithmus bereit, um von Vegetationsaufnahmen auf EUNIS-Habitattypen zu schließen.[16]
- Group for Phytosociological Nomenclature (GPN)
- Historical Vegetation Ecology
- Vegetation Classification Working Group (VCWG)
- Young Scientists

## Auszeichnungen

### Alexander-von-Humboldt-Medaille
Die höchste Auszeichnung der IAVS ist die Alexander-von-Humboldt-Medaille für herausragende Leistungen in der Vegetationsökologie.
- 2011: J. Phillip Grime (Vereinigtes Königreich)
- 2013: G. David Tilman (Vereinigte Staaten)
- 2015: Sandra Lavorel (Frankreich)
- 2017: Stuart Chapin III (Vereinigte Staaten)
- 2019: Pierre Legendre (Kanada)
- 2025: Jens-Christian Svenning (Dänemark)

### Ehrenmitglieder
| Vorname      | Nachname            | Land                                 | Ernennung |
| ------------ | ------------------- | ------------------------------------ | --------- |
| Victor       | Westhoff (†)        | Niederlande                          | 1988      |
| Makoto       | Numata (†)          | Japan                                | 1988      |
| Heinz        | Ellenberg (†)       | Deutschland                          | 1988      |
| Alessandro   | Pignatti            | Italien                              | 1997      |
| Dieter       | Mueller-Dombois (†) | Deutschland \| Vereinigte Staaten    | 1997      |
| Akira        | Miyawaki (†)        | Japan                                | 1997      |
| Wladyslaw    | Matuszkiewicz (†)   | Polen                                | 1997      |
| David W.     | Goodall (†)         | Vereinigtes Königreich \| Australien | 1997      |
| Salvador     | Rivas-Martínez (†)  | Spanien                              | 2005      |
| Eddy van der | Maarel (†)          | Niederlande                          | 2005      |
| Hartmut      | Dierschke (†)       | Deutschland                          | 2005      |
| John         | Rodwell             | Vereinigtes Königreich               | 2010      |
| J. Bastow    | Wilson (†)          | Neuseeland                           | 2012      |
| Kazue        | Fujiwara            | Japan                                | 2014      |
| Robert K.    | Peet                | Vereinigte Staaten                   | 2016      |
| Ladislav     | Mucina              | Slowakei \| Australien               | 2018      |
| Valério      | Pillar              | Brasilien                            | 2020      |
| Martin       | Zobel               | Estland                              | 2023      |
| Milan        | Chytrý              | Tschechien                           | 2025      |